# Wiązów (gemeente)
De gemeente Wiązów is een stad- en landgemeente in het Poolse woiwodschap Neder-Silezië, in powiat Strzeliński.
De zetel van de gemeente is in Wiązów.
Op 30 juni 2004 telde de gemeente 7372 inwoners.

## Oppervlakte gegevens
In 2002 bedroeg de totale oppervlakte van gemeente Wiązów 141,82 km², waarvan:
- agrarisch gebied: 87%
- bossen: 4%

De gemeente beslaat 22,79% van de totale oppervlakte van de powiat.

## Demografie
Stand op 30 juni 2004:
| Omschrijving                   | Totaal | Totaal | Vrouwen | Vrouwen | Mannen | Mannen |
| ------------------------------ | ------ | ------ | ------- | ------- | ------ | ------ |
| eenheid                        | aantal | %      | aantal  | %       | aantal | %      |
| inwoners                       | 7372   | 100    | 3726    | 50,5    | 3646   | 49,5   |
| bevolkingsdichtheid (inw./km²) | 52     | 52     | 26,3    | 26,3    | 25,7   | 25,7   |

In 2002 bedroeg het gemiddelde inkomen per inwoner 1190,71 zł.

## Plaatsen
Bryłów, Bryłówek, Częstocice, Gułów, Janowo, Jaworów, Jędrzychowice, Jutrzyna, Kalina, Kalinowa, Kłosów, Kowalów, Krajno, Księżyce, Kucharzowice, Kurowskie Chałupy, Kurów, Łojowice, Miechowice Oławskie, Ośno, Stary Wiązów, Wawrzęcice, Wawrzyszów, Witowice, Wyszonowice, Zborowice.

## Aangrenzende gemeenten
Domaniów, Grodków, Olszanka, Oława, Przeworno, Skarbimierz, Strzelin